# Szkizoid személyiségzavar
A skizoid személyiségzavarral (angol rövidítéssel: SPD, azaz Schizoid Personality Disorder) élők befelé fordulók, élénk belső életet élnek, a magányos elfoglaltságokat részesítik előnyben, szociális készségeik rosszak. Érzelmeiket nem fejezik ki, hidegnek, érzéketlennek tűnnek. A kritikára és a dicséretre nézve közönyösnek látszanak. Gyakran aszexuálisak, párkapcsolat nélküliek. Szinte minden szerző kihangsúlyozza a skizoid személy külső és belső világa közötti eltérést, a „megosztott én”-t.

## Története
A skizoid fogalmát Eugen Bleuler alkotta meg 1908-ban, ezzel jelölve egy ember természetes hajlamát arra, hogy a belső világához kötődik a külvilággal szemben. Akkoriban ez a fogalom még nem kapcsolódott pszichopatológiához. Bleuer e hajlam beteges, de nem pszichotikus felerősödését skizoid személyiségnek nevezte. Ettől kezdve a skizoid személyiségzavar tanulmányozása két elkülönülő irányba halad: az egyik egy pszichiátriai leírás, amely az egyértelműen megfigyelhető viselkedést és leírható tüneteket vizsgálja, a másik egy pszichológiai leírás, amely az öntudatlan motivációkat és a karakterszerkezetet is bevonja a vizsgálatba.
Ernst Kretschmer munkája (1925), melynek központjában a leírható tünetek és a megfigyelhető viselkedési formák állnak, meghatározó szerepű volt a pszichiátriai leírásban. Ebben a tünetek három csoportja szerepel:
1. társasági hajlam hiánya, szótlanság, hallgatagság, komolyság és különcség
2. visszahúzódás, érzelmekkel kapcsolatos félénkség, érzékenység, idegesség, a természet és a könyvek szeretete
3. simulékonyság, jóindulat, becsületesség, közöny, csendes és hideg érzelmi hozzáállás

Ezen jól elkülönülő jellemvonások alapján három különböző személyiségzavarra gondolhatnánk, ám Kretschmer nem különítette el ezeket teljesen egymástól, hanem úgy tekintette, mint amik egyidejűleg jelentkeznek a skizoid egyéneknél. Kretschmer szerint a skizoidok többsége nem túlérzékeny vagy hideg, hanem a kettő egyszerre kicsit különböző adagokban, miközben viselkedésük folyamatosan e kettő között ingadozik.
A pszichológiai leírásban Eugen Bleuler megfigyelései (1924) indították el a kutatást, melyek szerint a skizoid személy és a skizoid patológia egymástól nem különíthetők el. 1940-ben W. R. D. Fairbairn bemutatta a skiozid személyiségről szóló munkáját, melyben a legtöbb napjainkban ismert skizoid jelenség már benne van. Négy középponti témát vázol fel:
1. igény a kapcsolati távolság szabályozására
2. a személyes védekezés és az önbizalom mozgósításának képessége;
3. feszültség a kötődés iránti igény és a védekező távolság iránti igény között, amely közömbös viselkedésben mutatkozik meg;
4. a belső világ túlértékelése, a külvilág kizárása.

Fairbairn nyomdokain haladva további figyelemreméltó munkák jelentek meg következő íróktól: Nannarello (1953), Laing (1960), Winnicott (1965), Guntrip (1969), Khan (1974), Akhtar (1987), Seinfeld (1991), Manfield (1992) és Klein (1995).

## Jelek, tünetek

### Általános
A skizoidok tartózkodónak, zárkózottnak, hidegnek és közönyösnek tűnnek, ami társasági problémákat okoz. A legtöbben, akiket skizoid személyiségzavarral diagnosztizálnak, nehézségekkel küzdenek az emberi kapcsolatok kialakításában és az érzelmek jelentőségteljes módon való kifejezésében, esetleg a számukra kedvezőtlen helyzetekben passzívak maradhatnak. Más emberekkel való kommunikációjukkor rendszerint tömören, röviden fogalmaznak, közönyösnek látszanak. Mivel nem tudnak jelentőségteljesen kommunikálni másokkal, a skizoidok képtelenek arra, hogy kifejezzék, milyen jól érzik magukat azzal, akivel vannak, beszélgetnek. Az ilyen visszajelzések fontosak az embereknek, hogy fel tudják mérni tetteik következményeit különböző társasági helyzetekben, tisztában legyenek a mások által róluk kialakított képpel. R. D. Laing szerint az efféle, emberek közötti viszony kifejezésére szolgáló visszajelzések nélkül bekövetkezik egy bizonyos elszegényedés, amikor is az önkép egyre üresebbé és üresebbé válik, egészen addig, hogy az egyén végül nem érzékeli pontosan a valóságot és magát is irreálisnak képzeli.
Gunderson szerint a skizoid emberek elveszettnek érzik magukat, ha nincsenek a közelükben azok, akik általában ott szoktak lenni, mert szükségük van a biztonság és a stabilitás érzésére. Mindamellett, amikor a skizoid egyén személyes terét valaki átlépi, megsérti, úgy érzi, mintha meg akarnák fojtani, és azonnal igényli a szabadság és a függetlenség helyreállítását. A skizoid személyiségzavarral diagnosztizált emberek felszabadultabbak egy olyan kapcsolatban, ahol a partner kevesebb érzelmi és bizalmi igénnyel fordul feléjük.
Ez azt jelenti, hogy a skizoidok számára lehetséges, hogy olyan kapcsolatokat létesítsenek, amelyek pusztán intellektuális, testi, családi, foglalkozási vagy szórakozási tevékenységeken alapszanak egészen addig, ameddig nem érzik úgy, hogy érzelmi biztonságuk veszélyeztetve van. Ekkor ugyanis inkább visszautasítják a kapcsolatokat.
Donald Winnicott így összegzi a skizoidok másokkal való érzelmi interakcióit: „Előnyben részesítik, ha úgy hozhatnak létre kapcsolatokat, hogy ők szabják meg a feltételeket, és az ne másik emberen múljék”, és ha ez nem megy, inkább elkülönülnek.

### Akhtar fenomenológiai profilja
Salman Akhtar 1987-ben az American Journal of Psychotherapy című folyóiratban megjelent cikkében a skizoid személyiségzavarok profiljának létrehozását javasolja. Ebben a hagyományosan ismert klinikai jellemzők mellett a személyiségzavarral kapcsolatos újabb ismereteket is számba veszi. Ezeket egy olyan táblázatba rendezi, amely a pszichoszociális működés hat zónáját mutatja meg „nyílt” illetve „rejtett” (angolul overt és covert) aspektusa szerint különválasztva. Akhtar szerint „ezek a megjelölések nem a tudatoshoz vagy a tudattalanhoz kapcsolódnak, hanem az adott személyiség fenomenológiailag többé-kevésbé könnyen észrevehető, látszólag ellentmondó aspektusait jelölik”, és ezek „szerveződési módja aláhúzza a megosztottság illetve az identitászavar középponti mivoltát a skizoid személyiségben”
|                              | Jellemzők | Jellemzők |
| ---------------------------- | --- | --- |
| Zónák                        | nyílt jellemzők | rejtett jellemzők |
| Önkép                        | - engedékeny - sztoikus - nem-kompetitív (visszautasítja a másokkal való megmérkőzést) - önálló - önbizalomhiányos - alacsonyabbrendűség érzése vagy a (társadalmi) életből való kirekesztettség érzése                         | - cinikus - hiteltelen - elszemélytelenedett - üresség érzete, mintha egy robot lenne - mindenhatósággal kapcsolatos fantáziák - fennsőbbrendűségi érzés |
| Interperszonális kapcsolatok | - visszahúzódó - tartózkodó - kevés közeli barátja van - érzéketlen mások érzelmeire - fél az intimitástól | - nagyon sérülékeny, túlérzékeny - nagyon kíváncsi másokra - vágyik a szerelemre, hogy szeressék, értékeljék, népszerű legyen - irígyli mások spontaneitását - erős vágy a másokkal való kapcsolatra - képes „feldobódni” gondosan kiválasztott ismerős személyek társaságában - nagyon érzékeny a frusztrációra |
| Társadalmi alkalmazkodás     | - a magányos elfoglaltságot és kikapcsolódást részesíti előnyben - csoportban marginális vagy eklektikusan barátságos - az ezoterikus mozgalmak hatnak rá a valahova tartozás érzése miatt - hajlamos a lustaságra, tétlenségre | - világos célok hiánya - laza etnikai azonosulás - potenciálisan képes rendszeres munka végzésére - kimondottan kreatív, egyedi és eredeti dolgokat képes létrehozni - képes korlátlan kitartásra az érdeklődési területein belül                                                                                |
| Szerelem és szexualitás      | - aszexuális, néha párkapcsolat nélküli - romantika hiánya - idegenkedés a szexuális pletykáktól és célozgatásoktól | - titokban tartja érdeklődési körét - lehetséges erotománia - kényszeres perverziókra való hajlam |
| Etika, normák és ideálok     | - sajátos erkölcsi és politikai meggyőződések - hajlam a lelki, misztikus és parapszichológiai kérdések iránti érdeklődésre | - morális labilitás - időnként feltűnően amorális, máskor altruista és önfeláldozó - a gyilkosságot képes erkölcsi szükségszerűségnek felfogni - hatnak rá a drámai történelmi események (háborúk, népirtások)                                                                                                   |
| Kognitív stílus              | - szórakozott - elmerül a képzeletében - beszéde akadozó és homályos - váltakozik az ékesszólás és a gondolatok megfogalmazására való képtelenség között                                                                        | - autisztikus gondolkodásmód - ingadozások a külső valósággal való éles érintkezési mód és az én hiper-reflektivitása között - autocentrikus nyelvhasználat |

### Rejtett skizoidok
Ralph Klein szerint sok egyértelműen skizoid egyén van, akik olyan megnyerő, interaktív személyiséggel rendelkeznek, amely ellentmond a félénkségnek, idegenkedésnek és a külvilág és személyek közötti kapcsolatok elkerülésének, melyeket a diagnosztizálási rendszer kiemel. Klein rejtett skizoidoknak nevezte el az olyan egyéneket, akik a megfigyelők szemében társaságilag aktívak, érdeklődők, megnyerőek, ugyanakkor elkülönülnek, érzelmileg visszahúzódónak, és egy biztonságos helyen a saját, belső világukba mélyednek. Tehát a félénkség vagy az elkülönülés a külső világtól jellemző vonásai a skizoid személyiségzavarnak, néha egyértelműen megfigyelhetőek, néha viszont rejtve maradnak. Ha a jelek egyértelműek, a meghatározás egyezik a DSM-IV-ben leírtakkal. Klein szerint a beteg rejtett, belső világa, melyben amit az objektív megfigyelő lát, nem biztos, hogy olyan, mint amilyen a beteg szubjektív, belső világa. Klein emiatt arra figyelmeztet, hogy nem szabad nem azonosítani a skizoid beteget, mert nem lehet tudni, hogy a beteg kapcsolata milyen a külső világgal. Klein azt javasolja, hogy a beteget magát kell megkérdezni, hogy milyen a szubjektív benyomása, hogy érzékeljük a bizalmasságot vagy a visszautasítást.
Fairbairn munkájában (1940) leírja, hogy a skizoid személy képes rá, hogy kismértékben kifejezze az érzéseit és úgy tegyen, mintha lennének társasági képességei, de a valóságban nem ad és nem veszt semmit, mert csak szerepet játszik, a saját személyisége ebben nem érintett. Fairbairn mondata: „megtagadja a szerepet, amit játszik és arra törekszik, hogy megőrizze a saját személyiségét sértetlenül és kompromisszumtól mentesen.” További utalások találhatók még a rejtett skizoidra Masud Khan, Jeffrey Seinfeld, és Philip Manfield munkáiban, amik írnak egy skizoidról, aki élvezi a rendszeres nyilvános beszédet, de tapasztalta a nehézségeket is, amikor a hallgatóság tagjai megpróbálnak érzelmileg szembeszállni vele. Ezek az utalások leleplezik a problémákat, melyeknek közük van a sajátos, kívülről furcsának tűnő viselkedéshez, és megmutatják milyen nehéz felfedezni a személyiségzavart bizonyos egyéneknél.

### Az elkerülő ragaszkodás stílusa
Abban a kérdésben, hogy az SPD valóban személyiségzavar-e vagy csak egy elkerülő-ragaszkodó stílus, nincs egyetértés. Ha az, ami skizoid személyiségzavarként ismert nem több, mint egy ragaszkodó stílus, ami érzelmileg nagyobb távolságot igényel, akkor a problémás reakciók, amelyeket a skizoidok mutatnak, a társasági helyzetekben részben elítélt magatartási formák lennének. Eddig több forrás erősítette meg a rokonságot az SPD és az elkerülő stílus között, ami nem zárja le a kérdést, hogy a kutatók hogyan közelítik meg a kérdést a jövőbeli diagnosztikai könyvekben és a gyógyászati gyakorlatban. Habár jellemzően – és a rendellenesség komolyságától függően – nem keresik a társasági interakciókat főként érdeklődés hiányában, ami szemben áll az elkerülő típussal, mivel az ilyen egyének vágynak a társaságra, csak félnek az elutasítástól.

### Skizoid szexualitás
Az SPD-vel diagnosztizáltakra gyakran jellemző a szexuális apátia, bár általában nem szenvednek anorgasmiától.

## Kiváltó okok
Vannak bizonyítékok, amik azt mutatják, hogy a skizoid személyiségzavar gyakoribb az olyan családokban, ahol van szkizofréniában vagy szkizotíp személyiségzavarban szenvedő beteg. Ezen kívül a kialakuláshoz a klinikusok tapasztalata szerint az is vezethet, hogy ezeket az embereket hidegen mellőzték a szüleik a korai gyermekkorban, ennek mintájára ők is a későbbiekben az emberi kapcsolataikat értéktelennek tartják.

## Diagnózis

### DSM
A Diagnostic and Statistical Manual of Mental Disorders – Mentális rendellenességek kórmeghatározó és statisztikai kézikönyvének negyedik kiadása, egy széles körben használt diagnosztikai kézikönyv, a Skizoid személyiségzavart (in Axis II Cluster A) a következőképp határozza meg:
Kora felnőttkortól kezdve, számos különféle helyzetben a szociális kapcsolatoktól való elkülönülésben és interperszonálisan az érzelmek kifejezésének beszűkült voltában megnyilvánuló általános sajátosság, azaz 4 vagy több az alábbiakból:
1. A szoros társas kapcsolatokat, beleértve a családi kapcsolatokat is, nem óhajtja, nem élvezi
2. Szinte mindig magányos tevékenységeket választ
3. Ha van, akkor is csekély a más személy iránti szexuális érdeklődése
4. Örömet csak kevés tevékenységben talál
5. Közvetlen rokonain kívül nincs közeli barátja vagy bizalmasa
6. Közömbös mások dicsérete és kritikája iránt
7. Érzelmileg hidegség, elzárkózás vagy sivár affektusok jellemzik

Nem kizárólag szkizofrénia, pszichotikus hangulati zavar vagy egyéb pszichotikus zavar vagy átfogó fejlődési zavar során jelentkezik és megléte nem tulajdonítható általános egészségi állapot közvetlen élettani hatásának.